# Grand Morin
Pour les articles homonymes, voir Morin.
Le Grand Morin est une rivière française qui coule dans les départements de la Marne — où il prend sa source à Lachy — et de Seine-et-Marne, en régions Île-de-France et Grand Est, et un sous-affluent de la Seine par la Marne.

## Géographie

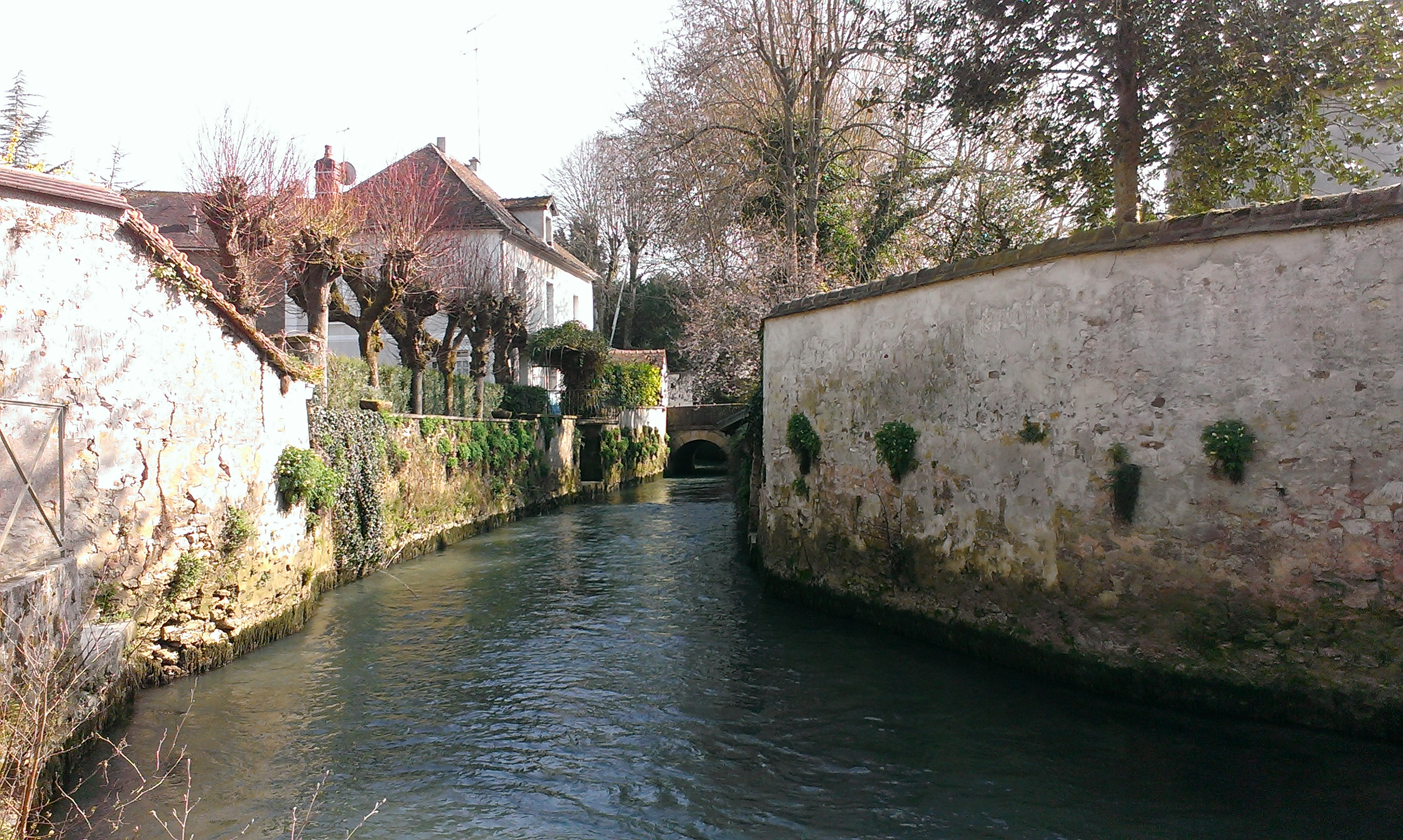
Le Grand Morin à Crécy-la-Chapelle.

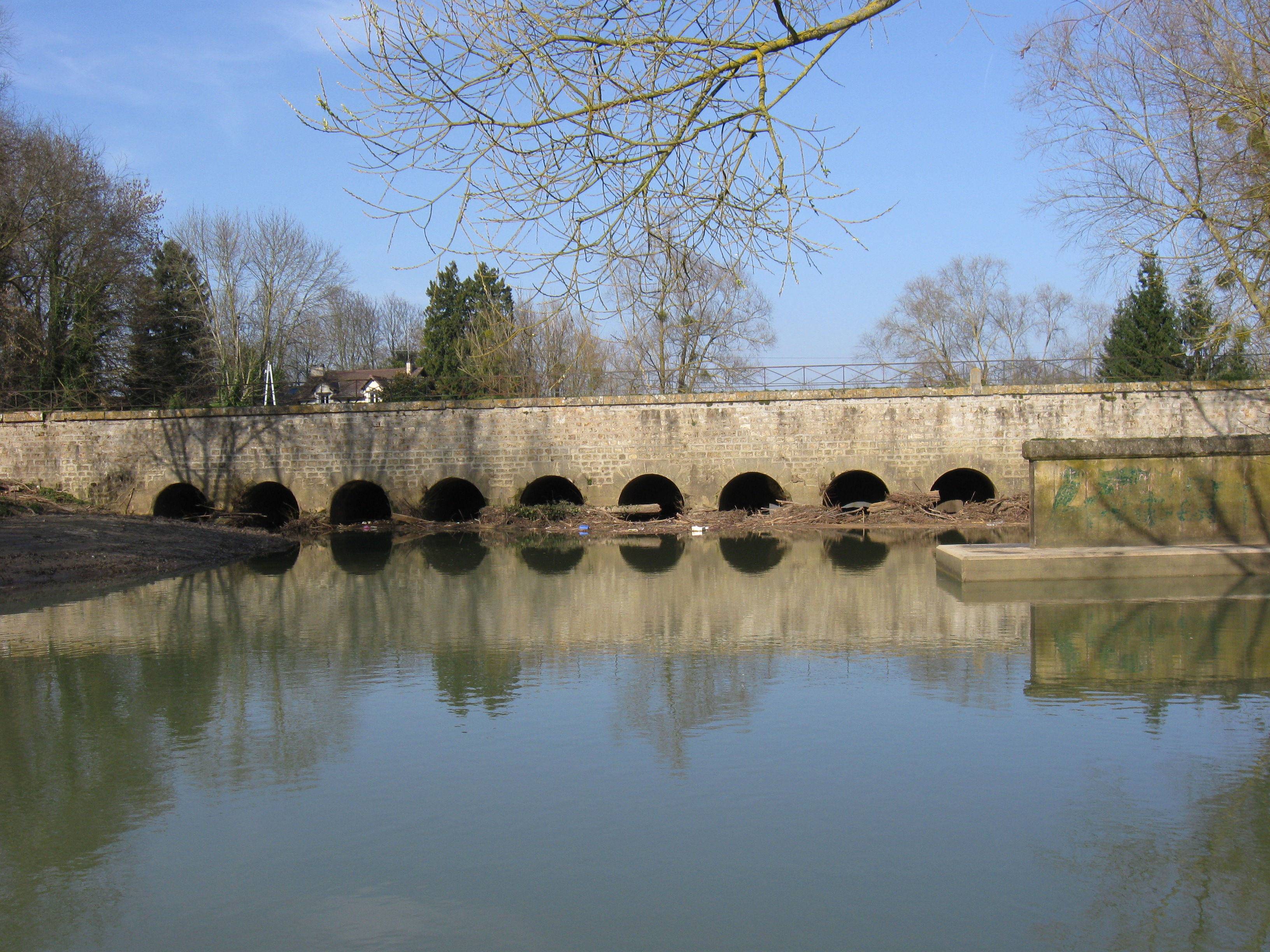
Traversée du Grand-Morin à Condé-Sainte-Libiaire sous le canal de Chalifert avant de rejoindre la Marne.

### Tracé
Il est couramment admis que les sources du Grand Morin se situent sur la commune de Lachy,,,,,,,. Un petit cours d'eau nommé « Ruisseau de l'étang de la Morelle » relie les étangs de la Morelle aux sources du Grand Morin,,. SANDRE localise néanmoins la source du Grand Morin au niveau des étangs de la Morelle. Le Grand Morin se jette 118,2 kilomètres plus loin dans la rivière Marne à Condé-Sainte-Libiaire (à l'est de Marne-la-Vallée). Un bras moins important conflue avec la Marne plus en aval, en limite séparative des communes de Lesches et Esbly, les deux bras et la Marne formant ainsi l'« île de Condé ». C'est la plus grande rivière après la Marne, de la région naturelle de la Brie, avec son jumeau septentrional le Petit Morin (débit moyen moitié moindre de celui du Grand Morin).
Son importance anthropique est telle qu'elle a donné son nom à un des terroirs de la Brie : « la Brie des Morins » et en a structuré l'occupation humaine depuis l'Antiquité (orientation des voies de communication et urbanisation francilienne dite « en doigt de gant » le long de la vallée).
Son tracé est orienté dans le sens est-ouest, avec un parcours très sinueux de 43 km dans le département de la Marne, puis de 77 km en Seine-et-Marne. En plusieurs endroits, le cours de la rivière se divise en deux bras, formant de petits îlots sur des distances assez courtes (La Celle-sur-Morin, Coulommiers, Jouy-sur-Morin, La Ferté-Gaucher).

### Bassin de vie
En termes de bassins de vie et de déplacements humains, le Grand Morin relie deux importants bassins de vie et d'activité de Seine-et-Marne, celui de Coulommiers et celui de Marne-la-Vallée (la rivière passe sous l'autoroute de l'Est A4, à hauteur de sa sortie no 16) ; sur une grande partie de son cours, elle est longée par la route nationale 34, et dans sa section comprise entre La Ferté-Gaucher et Coulommiers, la route départementale D 66 suit le cours de la rivière en en épousant souvent les boucles de très près. Le bassin de population du Grand Morin, pris au sens strict (cantons de Sézanne, d'Esternay, de La Ferté-Gaucher, de Coulommiers, et de Crécy-la-Chapelle) représente un total d'environ 100 000 habitants (94 156 exactement pour les cinq cantons au recensement Insee de 1999, auxquels s'ajoutent des communes voisines où passent des affluents), dont les 2/3 sur le cours aval.

### Topographie
Topographiquement, sur ses 120 km de parcours, le Grand Morin commence à 185 mètres d'altitude à sa source en région Grand Est, pour finir à 44 mètres d'altitude à son confluent en Île-de-France ; son altitude intermédiaire est à mi-parcours de 100 mètres (point kilométrique 60 du cours, à Jouy-sur-Morin). La rivière connait un cours régulier sans chutes naturelles (la pente naturelle varie de 1 à 2 mètre par km seulement) ; les seules chutes sont dues aux ouvrages anthropiques (seuils de retenues de moulins), aux dénivelés du reste très modérés et en pente douce (franchissables en embarcation légère). Le plateau de la Brie (Bassin Parisien) où évolue le Grand Morin est compris entre une altitude de 200 mètres à l'est et 100 mètres à l'ouest ; la vallée de la rivière peut parfois être abrupte et encaissée, surtout dans sa partie amont, avec des différences d'altitude entre le fond de rivière et le haut du coteau de 50 à 100 mètres.

## Toponymie
En toponymie, l'origine du nom de lieu Grand Morin ne fait pas l'objet d'un consensus scientifique, et plusieurs hypothèses philologiques ont été avancées, dont deux principales. Pour certains, comme Paul Bailly les toponymes Morin et Mœurs désignent un marais, du mot More qui signifie marais en celtique gaulois. Pour d'autres, comme Auguste Longnon, Morin viendrait du lot Mucra, déformation du latin (au IXe siècle, le Grand Morin se nomme Mogra, puis au XIIIe siècle Mucra). dans les variantes modernes, on trouve aussi l'orthographe Morain sous l'Ancien Régime). Du germanique moor « marais » et désinence du cas régime -ain.
Plus clairs en revanche seraient les origines des affluents : de l'Aubetin, du latin Alba (blanc) attesté depuis le VIIe siècle et devenu Albeta au XIIIe siècle ; du ruisseau de l'Orgeval qui n'a lui aucun rapport direct avec une quelconque « vallée de l'Orge », mais tirerait plutôt son nom du mot celtique gaulois orc-val signifiant « orée de la vallée » ; du Vannetin, du latin venna (de la même racine que le mot « chasse » en latin, désignait un vivier ou étang de pêche). La terminaison en « in » qui concerne deux des trois cours d'eau pré-cités, serait par contre due à une évolution d'influence germanique.

## Territoires

### Les communes traversées par le Grand Morin
Dans la Marne
Lachy ~ Sézanne ~ Mœurs-Verdey ~ Vindey (canton de Sézanne) ~ Le Meix-Saint-Epoing ~ Châtillon-sur-Morin ~ Esternay ~ Neuvy ~ Joiselle ~ Villeneuve-la-Lionne (canton d'Esternay).
En Seine-et-Marne
Meilleray ~ La Chapelle-Moutils ~ Lescherolles ~ Saint-Martin-des-Champs ~ La Ferté-Gaucher ~ Jouy-sur-Morin ~ Saint-Rémy-la-Vanne ~ Saint-Siméon (canton de La Ferté-Gaucher) ~ Chauffry ~ Chailly-en-Brie ~ Boissy-le-Châtel ~ Coulommiers ~ Mouroux ~ Pommeuse ~ La Celle-sur-Morin ~ Guérard (canton de Coulommiers) ~ Dammartin-sur-Tigeaux ~ Tigeaux ~ Voulangis ~ Crécy-la-Chapelle ~ Villiers-sur-Morin ~ Couilly-Pont-aux-Dames ~ Saint-Germain-sur-Morin ~ Montry ~ Condé-Sainte-Libiaire ~ Esbly ~ Lesches (canton de Crécy-la-Chapelle).

### Les autres communes du bassin versant
Dans la Marne
Champguyon, Courgivaux, Escardes, Les Essarts-lès-Sézanne, Les Essarts-le-Vicomte, La Forestière, Nesle-la-Reposte, La Noue, Réveillon, Saint-Bon (canton d'Esternay) ; Charleville, Le Gault-Soigny, Mécringes, Montmirail, Morsains, Rieux, Soizy-aux-Bois, Tréfols, Le Vézier (canton de Montmirail) ; Barbonne-Fayel, Broyes, Mondement-Montgivroux, Reuves, Saudoy (canton de Sézanne).
En Seine-et-Marne
Aulnoy, Beautheil-Saints, Faremoutiers, Giremoutiers, Maisoncelles-en-Brie, Mauperthuis, Saint-Augustin (canton de Coulommiers) ; Bouleurs, Boutigny, Coulommes, Coutevroult, La Haute-Maison, Quincy-Voisins, Sancy, Vaucourtois, Villemareuil (canton de Crécy-la-Chapelle) ; Amillis, Chartronges, Chevru, Choisy-en-Brie, Dagny, Leudon-en-Brie, Marolles-en-Brie, Montolivet, Saint-Barthélémy, Saint-Mars-Vieux-Maisons (canton de La Ferté-Gaucher) ; Jouarre, Pierre-Levée, Signy-Signets (canton de La Ferté-sous-Jouarre) ; Mareuil-lès-Meaux (canton de Meaux-sud) ; Bannost-Villegagnon, Bezalles, Boisdon, Frétoy (canton de Nangis) ; Bellot, Doue, Montdauphin, Montenils, Sablonnières, Saint-Cyr-sur-Morin, Saint-Denis-lès-Rebais, Saint-Germain-sous-Doue, Saint-Léger, La Trétoire, Verdelot (canton de Rebais) ; Crèvecœur-en-Brie, Mortcerf, Touquin, Villeneuve-le-Comte (canton de Rozay-en-Brie) ; Bailly-Romainvilliers, Coupvray, Magny-le-Hongre (canton de Thorigny-sur-Marne) ; Augers-en-Brie, Beton-Bazoches, Cerneux, Champcenest, Courchamp, Courtacon, Louan-Villegruis-Fontaine, Les Marêts, Montceaux-lès-Provins, Rupéreux, Saint-Martin-du-Boschet, Sancy-lès-Provins, Villiers-Saint-Georges, Voulton (canton de Villiers-Saint-Georges).

## Affluents
Le Grand Morin compte 47 affluents.

### Rivières
Trois rivières alimentent le Grand Morin, toutes dans sa moitié aval :
- l'Aubetin (rive gauche, le plus important), qui prend sa source aux Essarts-le-Vicomte (Marne) pour se jeter 62 kilomètres plus loin dans le Grand Morin à Pommeuse (affluents principaux : ru de Chevru, ru de Volmerot) ;
- l'Orgeval (rive droite, le plus densément équipé de capteurs), qui prend sa source à Doue pour se jeter environ 13 km plus loin dans le Grand Morin à Boissy-le-Châtel (affluent principal : le ru des Avenelles) ;
- le Vannetin (rive gauche, avec une zone naturelle classée), qui prend sa source à Leudon-en-Brie pour se jeter environ 20 kilomètres plus loin dans le Grand Morin à Saint-Siméon (affluent principal : le ruisseau de La Payenne).

### Ruisseaux
Et de très nombreux ruisseaux, appelés localement « ru » alimentent aussi le Grand Morin, d'importances variables ; beaucoup de ces ruisseaux ont leur source dans les forêts briardes : forêt de la Traconne (rive gauche amont), forêt de Choqueuse (rive droite aval), forêt de Crécy (rive gauche aval). En liste non exhaustive, on peut citer parmi les principaux ruisseaux :
| Nom                                | Code hydrographique | Commune de confluence     | Rive du cours | PK de confluence      | Longueur | Affluents secondaires                 |
| ---------------------------------- | ------------------- | ------------------------- | ------------- | --------------------- | -------- | ------------------------------------- |
| Marne                              |                     |                           |               |                       |          |                                       |
| Les Auges                          | (dérivation)        | à Mœurs-Verdey            | Droite        | km 8 du Grand Morin   | 2,2 km   | -                                     |
| Ruisseau les Ruisselots            | F6503000            | à Le Meix-Saint-Epoing    | Droite        | km 11 du Grand Morin  | 2,3 km   | -                                     |
| Ru des Larrons                     | F6507000            | à Esternay                | Gauche        | km 22 du Grand Morin  | 5,9 km   | -                                     |
| Ru de la Noué                      | F6508000            | à Esternay                | Droite        | km 25 du Grand Morin  | 10,1 km  | Ru de Louva                           |
| Ruisseau Nogentel                  | F6509000            | à Neuvy                   | Gauche        | km 28 du Grand Morin  | 7,6 km   | Ru du Champ Oudot                     |
| Ruisseau des Jarruriers            | F6513000            | à Neuvy                   | Droite        | km 29 du Grand Morin  | 1,9 km   | -                                     |
| Ru des Routis                      | F6514000            | à Joiselle                | Gauche        | km 30 du Grand Morin  | 3,3 km   | -                                     |
| Ruisseau de la Fontenelle          | F6515000            | à Joiselle                | Gauche        | km 30 du Grand Morin  | 2,8 km   | -                                     |
| Ruisseau de la Fontaine Bouillante | F6516000            | à Joiselle                | Droite        | km 31 du Grand Morin  | 2,7 km   | Ruisseau de Vessard                   |
| Ru de Bonneval                     | F6517000            | à Joiselle                | Droite        | km 35 du Grand Morin  | 19,3 km  | Ru des Rouillis ; Ru de Vailly        |
| Ruisseau de la Vallée              | F6521000            | à Villeneuve-la-Lionne    | Gauche        | km 38 du Grand Morin  | 3,2 km   | -                                     |
| Ru de Courtevrain                  | -                   | à Villeneuve-la-Lionne    | Droite        | km 39 du Grand Morin  | 4,8 km   | -                                     |
| Seine-et-Marne                     |                     |                           |               |                       |          |                                       |
| Ru du Val                          | F6523000            | à Meilleray               | Droite        | km 43 du Grand Morin  | 6,8 km   | Ru Yonnet ; Ru de la Garenne          |
| Ru de Vorain                       | F6526000            | à Moutils                 | Gauche        | km 46 du Grand Morin  | 2,4 km   | -                                     |
| Ru de Champ Huet                   | F6528000            | à Moutils                 | Droite        | km 48 du Grand Morin  | 1,5 km   | -                                     |
| Ru de Drouilly                     | F6527000            | à Moutils                 | Gauche        | km 48 du Grand Morin  | 8,1 km   | Ru de Villerenard ; Ru de Villeperdue |
| Ru de Franchin                     | F6531000            | à Saint-Martin-des-Champs | Gauche        | km 50 du Grand Morin  | 3,6 km   | Ru de la Pâture                       |
| Ru de Saint-Martin                 | -                   | à Saint-Martin-des-Champs | Droite        | km 50 du Grand Morin  | 1,3 km   | -                                     |
| Ru de Saint-Mars                   | -                   | à La Ferté-Gaucher        | Gauche        | km 52 du Grand Morin  | 7,7 km   | Ru d'Arlange                          |
| Ru de Chambrun                     | F6534000            | à La Ferté-Gaucher        | Droite        | km 54 du Grand Morin  | 7,1 km   | Ru de Chaudron ; Ru du Vallot         |
| Ru de la Michée                    | -                   | à Jouy-sur-Morin          | Gauche        | km 56 du Grand Morin  | 3,2 km   | -                                     |
| Ru du Couru                        | F6535000            | à Saint-Rémy-la-Vanne     | Droite        | km 63 du Grand Morin  | 4,5 km   | -                                     |
| Ru de Réveillon                    | F6536000            | à Saint-Rémy-la-Vanne     | Droite        | km 65 du Grand Morin  | 2,8 km   | -                                     |
| Ru du Raboireau                    | F6538000            | à Chauffry                | Droite        | km 70 du Grand Morin  | 12,5 km  | -                                     |
| Ru du Coutant                      | -                   | à Boissy-le-Châtel        | Gauche        | km 77 du Grand Morin  | 2,9 km   | -                                     |
| Ru du Liéton                       | F6558000            | à Mouroux                 | Droite        | km 85 du Grand Morin  | 9,2 km   | -                                     |
| Ru de Saint-Blandin                | F6581000            | à Guérard                 | Droite        | km 96 du Grand Morin  | 3,4 km   | -                                     |
| Ru de Binel                        | F6582000            | à Dammartin-sur-Tigeaux   | Gauche        | km 102 du Grand Morin | 3 km     | Ru du Gouffre ; Ru de l'Ortie         |
| Ru du Cul d'eau                    | F6582500            | à Tigeaux                 | Gauche        | km 103 du Grand Morin | 1,6 km   | -                                     |
| Ru de Biche                        | F6583000            | à Voulangis               | Droite        | km 106 du Grand Morin | 3,2 km   | -                                     |
| Ru de la Fosse aux Coqs            | F6583500            | à Crécy-la-Chapelle       | Droite        | km 108 du Grand Morin | 9,6 km   | Ru de Vaudessart                      |
| Le Grand Ru                        | -                   | à Villiers-sur-Morin      | Gauche        | km 111 du Grand Morin | 3,9 km   | -                                     |
| Ru le Dainville                    | F6584500            | à Villiers-sur-Morin      | Gauche        | km 111 du Grand Morin | 1,4 km   | -                                     |
| Ru du Mesnil                       | F6585000            | à Couilly-Pont-aux-Dames  | Droite        | km 114 du Grand Morin | 9,4 km   | Ru de Vignot                          |
| Ru du Corbier                      | F6585500            | à Couilly-Pont-aux-Dames  | Droite        | km 114 du Grand Morin | 2,4 km   | -                                     |
| Ru de Lochy                        | F6586000            | à Montry                  | Gauche        | km 117 du Grand Morin | 4,5 km   | Ru de la Sourde                       |

## Aménagement

### Dérivations
Dans la partie amont, à Mœurs-Verdey, une dérivation fut réalisée par des moines au XIIIe siècle pour alimenter la ville de Sézanne. Le nouveau cours d'eau : les Auges (primitivement canalisé par des auges en bois) rejoint, à Pleurs (Marne), la Superbe qui se jette dans l'Aube.
On peut également citer les petits canaux urbains historiques, ou « brassets » sur les villes de Crécy-la-Chapelle et de Coulommiers. Cette même ville de Coulommiers possède en plus un bras artificiel rectiligne dit « La Fausse Rivière », sur 4 km ; creusée en 1620 au moment des aménagements de l'ancien château de parc de Coulommiers pour Catherine de Gonzague, princesse de Clèves et duchesse de Longueville.
Un canal latéral au Grand Morin existe sur sa partie aval, dérivant à partir de la commune de Saint-Germain-sur-Morin, pour se jeter 4 kilomètres plus loin dans le canal de Chalifert latéral de la Marne à Esbly ; ouvert à la navigation en 1846 (ingénieur Baptiste Legrand), et finalement radié en 1963, il est navigable au gabarit dit « Freycinet » (fermé et comblé au niveau de son écluse avec le Grand Morin). Curiosité liée : croisement avec l'aqueduc de la Dhuis.

### Entretien
Sur le plan de la politique d'aménagement local et d'intercommunalité, pour sa section aval le syndicat intercommunal responsable du Grand Morin est depuis 1960 le S.I.E.T.A.B.G.M. (Syndicat intercommunal d’études et de travaux pour l’aménagement du Bassin du Grand Morin), dont le siège social est à la mairie Mairie de Crécy-la-Chapelle, et la présidente actuelle Mme Ravet (SIREN 257701557) ; en l'état actuel de 2008, où le S.A.G.E. (Schéma d'aménagement et de gestion de l'eau) est en cours d'élaboration, il regroupe 21 communes de la moitié aval (soit une population totale du groupement de 53 448 habitants).
Les communes d'amont sont elles regroupées depuis 1986 dans le SI de la Vallée du Haut Morin (SIVU), aux buts plus larges ; celui-ci ne regroupe 22 communes de la Marne et de Seine-et-Marne (SIREN 257704007, siège à La Ferté-Gaucher), soit une population de 19 900 habitants et de superficie de 15 000 ha. La césure entre syndicat amont et syndicat aval ne se fait pas à l'exact milieu géographique du cours, mais juste avant Coulommiers (Chauffry étant la dernière commune du syndicat amont, et Boissy-le-Châtel la première commune du cours aval)
Parmi les affluents dotés de syndicats intercommuaux d'aménagement, on peut citer l'Aubetin, avec deux syndicats, un en amont (SIVU d'Aménagement et entretien du bassin amont de l'Aubetin) et un en aval (SIVU d'Aménagement et entretien du bassin aval de l'Aubetin). Et le cas particulier du ru de Lochy, un des rares ruisseaux du bassin à avoir son propre syndicat, avec le Syndicat mixte fermé aménagement du ru du Lochy (communes de Montry et de Saint-Germain-sur-Morin, siège à Montry, SIREN 257704098), fondé en 1983.
Tout ceci, s'étalant d'amont en aval sur les territoires des communautés de communes des Portes de Champagne (de Châtillon-sur-Morin à Joiselle) dans la Marne, de la Brie des Templiers (de Chauffry à Mouroux), de la Brie des Moulins (de Pommeuse à Dammartin-sur-Tigeaux), du Pays Créçois (de Tigeaux à Condé-Sainte-Libiaire), en Seine-et-Marne.
Le problème de l'entretien des berges par les propriétaires privés est un des problèmes principaux du Grand Morin, du fait de son caractère non-domanial (propriétaires privés) sur l'essentiel de son cours. En effet, les associations de loisirs (plongée ou canoë-kayak) signalent des sections de la rivière présentant des défauts d'entretien, soit sur les ouvrages anthropiques (pentes et barrages de vannage) gênant la navigabilité de certains passages, soit sur le dégagement d'arbres morts (au sens large de « bouchons » végétaux) gênant l'équilibre biologique de certains passages.

## Hydrologie
Le bassin versant est de 1 197 km2 et est constitué de 77,63 % de territoires agricoles, 17,48 % de forêts et milieux semi-naturels, 4,87 % de territoires artificialisés, et de 0,02 % de zones humides.

### Stations hydrographiques
D'amont en aval, on peut citer les principales stations de mesures du Grand Morin : station H5702010 (Meilleray), station H5732010 (Pommeuse), station H5752030 (Crécy-la-Chapelle), station H5752040 (Couilly-Pont-aux-Dames). Avec son régime pluvial, le Grand Morin connaît ses hautes eaux principalement en hiver, et ses basses eaux principalement en été. Il n'y a pas de station hydrographique à sa source, sur la commune de Lachy à l'étang et au ruisseau de La Morelle (localisation géographique +48° 46' 56.37" et +3° 43' 56.14").

### Qualité de l'eau
Sur le plan de la qualité de l'eau, les prélèvements dans le Grand Morin montrent une eau :
- froide :
- dure
- oxygénée :
- de bonne qualité chimique :

### Les débits du Grand Morin à son confluent
La rivière présente des crues fréquentes lors de fortes pluies, responsables de nombreuses inondations.
Le débit du Grand Morin a été observé sur une période de 26 ans (1967-1992), à Montry, localité du département de Seine-et-Marne située au niveau d'avant sa double confluence avec la Marne. Le bassin versant de la rivière y est de 1 190 km2. Les chiffres suivants portent donc sur la quasi-totalité du bassin versant de la rivière.
Le module du Grand Morin est de 7,61 m3/s.
Le Grand Morin présente des fluctuations saisonnières de débit moyennes et typiques des rivières de la Brie ou du centre-est du bassin parisien (Petit Morin, Surmelin). Les hautes eaux se déroulent en hiver, et portent le débit mensuel moyen à un niveau de 11,3 à 15,0 m3/s, de décembre à mars inclus (avec un maximum en février), et les basses eaux en été, de juillet à septembre, avec une baisse du débit moyen mensuel jusqu'au niveau de 3,66 m3/s au mois d'août et surtout de septembre. Mais ces moyennes mensuelles cachent des variations sur de courtes périodes, bien plus importantes.
En période d'étiage, le VCN3 peut chuter jusque 2,0 m3/s, en cas de période quinquennale sèche, ce qui reste assez élevé et ne peut nullement être qualifié de sévère.
Ce sont surtout les crues qui peuvent être importantes et qui sont assez fréquentes, et causent des débordements considérables. Le débit instantané maximal enregistré a été de 144 m3/s le 1er janvier 1982, tandis que la valeur journalière maximale était de 135 m3/s le 5 janvier de la même année.
Le QIX 2 et le QIX 5 valent respectivement 57 et 90 m3/s. Le QIX 10 est de 110 m3/s. Quant au QIX 20, il vaut 130 m3/s ; cela signifie par exemple que statistiquement, une crue de 130 m3/s survient en moyenne tous les vingt ans. Le QIX 50 n'a pas été calculé avec précision.
À titre de comparaison, le QIX 10 de l'Eure à Louviers (débit de 26 m3/s) vaut 96 m3/s (110 pour le Grand Morin) pour un bassin de 5 935 km2 (1 190 km2 pour le Grand Morin), tandis que son QIX 20 est de 110 m3/s (contre 130 pour le Grand Morin). Ainsi, le QIX 10 comme le QIX 20 du bassin du Grand Morin sont nettement supérieurs à ceux de l'Eure, alors que le bassin versant de ce dernier est plus de cinq fois plus étendu, et son débit plus de trois fois plus élevé.
La lame d'eau écoulée dans le bassin du Grand Morin est de 202 millimètres annuellement, ce qui est nettement inférieur à la moyenne d'ensemble de la France (320 millimètres), et inférieur aussi à la moyenne de la totalité du bassin versant de la Seine (240 mm). Le débit spécifique (ou Qsp) atteint 6,4 litres par seconde et par kilomètre carré de bassin.

## Statut juridique

### Propriété
Pour les questions de domaine public et propriété, le Grand Morin et ses affluents sont des cours d'eau non-domaniaux (au sens de l'article 714 du Code civil français cité aussi dans le Code rural), les propriétaires (privés ou publics) des terrains longeant la rivière (ou le ruisseau) le sont aussi des berges et du fond de la rivière jusqu'à son milieu. Ce type de propriété entraîne cependant certaines obligations envers la collectivité, en ce qui a trait aux servitudes d'accès et à l'entretien de la rivière (ou du ruisseau). Une exception de taille : la fin du cours aval du Grand Morin, où la rivière ressort en enfin du statut domanial public. Sa gestion relève du Service de la navigation de la Seine (subdivision de Meaux), res communis à partir du moulin du Coude (commune de Dammartin-sur-Tigeaux).

### Plans de prévention des risques
En ce qui concerne les PPR, plusieurs communes du cours du Grand Morin sont concernées par un plan de prévention des risques, au titre du risque d'inondation sur l'habitat de bord de rivière.

#### Classements environnementaux
Une section de la partie aval est un site classé depuis 2007, sur le critère de classement pittoresque (paysage agreste de qualité, avec coteaux boisés, châteaux, fermes anciennes, moulins). La superficie classée est de 3 200 ha, plus précisément sur l’ensemble formé par la vallée du Grand Morin et ses abords sur le territoire des communes de La Celle-sur-Morin, Crécy-La-Chapelle, Dammartin-sur-Tigeaux, Guérard, Tigeaux et Voulangis. À noter que la qualité architecturale du secteur est déjà reconnue depuis les années 1980 à Crécy-la-Chapelle (surnom : « petite Venise de la Brie ») et à Voulangis par la création d’une zone de protection du patrimoine architectural, urbain et paysager (ZPPAUP). Et en devenir, la totalité du cours du Grand Morin est incluse dans le tracé du futur parc naturel régional de la Brie et des 2 Morin, un PNR qui s'étendrait entre autres des sources de Lachy en amont jusqu'à l'embouchure de Condé-Sainte-Libiaire en aval, selon le lancement officialisé du projet (initié par les associations en 1993, relayé par les élus locaux à partir de 1999) en 2005 (le périmètre d'étude de 2007 ne concerne que les 132 communes franciliennes sur l'ensemble des 170 des trois régions prévues, de Château-Thierry au nord à Villiers-Saint-Georges au sud, en passant par Bailly-Romainvilliers à l'ouest et Sézanne à l'est).

### Catégorie piscicole
Pour la pêche, le cours d'eau est classé en catégorie 1 dans sa partie amont (prédominance de salmonidés), et en catégorie 2 dans sa partie aval (prédominance de cyprinidés) ; la césure se fait à la hauteur de La Ferté-Gaucher. D'ailleurs, plusieurs stations d'observation piscicoles de l'Office national de l'eau et des milieux aquatiques (Onema) jalonnent le cours de la rivière, comme à Pommeuse (station d'observation no 03770099). La fédération départementale de pêche de Seine-et-Marne compte une dizaine d'associations membres sur le secteur du Grand-Morin.

### Navigation
La navigation à moteur est interdite sur l'ensemble du cours du Grand Morin, seule est autorisée la navigation de loisir sur embarcations légères (barques, canoë-kayak -dont existent plusieurs clubs et débarcadères le long de la rivière-, pédalos) ; les embarcations d'importance ne peuvent l'emprunter que sur ses derniers 17 kilomètres aval, à part de Tigeaux (secteur dégagé de seuils de vannages et autres retenues de moulins). Un service de barques existe à partir de l'embarcadère de la ville de Coulommiers, en circuit touristique uniquement. Depuis 1999, la société Loc'Adventure propose de la location de canoë-kayak à Crécy-la-Chapelle, au cœur de La Venise Briarde.

### Baignade
- La seule zone officielle de baignade autorisée sur le Grand Morin (avec équipements, contrôles sanitaires, et surveillance de sécurité) est la base de loisirs de Saint-Rémy-la-Vanne, en forme d'étang parallèle au cours principal de la rivière. Dans cette zone calme, les mesures de restriction ne sont pas liées au débit d'eau mais plutôt à sa qualité sanitaire, dont la plupart des mesures sont réalisées en saison estivale. Les mesures, effectuées en moyenne six fois par an par les services de la direction départementale des affaires sanitaires et sociales de Seine-et-Marne, sont publiées en ligne par le ministère de la Santé et des Sports, dans le site « I-SISE-B@ignades »[32]. L'eau de baignade de Saint-Rémy-la-Vanne est généralement classée en catégorie « B » (eau de qualité moyenne) ; au départ très satisfaisantes (qualité d'eau en catégorie A) de 1999 à 2001, de 2002 à 2005 les séries de mesures se sont révélées satisfaisantes, et de 2006 à 2007 les séries de mesures ont montré des pollutions temporaires sans seuil d'interdiction (qualité d'eau en catégorie C). Pollutions temporaires qui n'étaient pas d'origine chimique, mais biologique (taux de coliformes totaux supérieurs à la norme).
- En zones de baignades non-aménagées (ou « baignade libre »), la préfecture de Seine-et-Marne publie les résultats des contrôles effectués (encore par la DDASS 77) à la station de Pommeuse (dite du « déversoir »), depuis 2002. la station est en général interdite à la baignade, la plupart des mesures effectuées dans le temps la classant en catégorie « D » (eau de mauvaise qualité, impropre à la baignade). la tendance est la même sur les stations de baignade libre plus en aval (de Guérard)[33].

## Faune et flore
- Invertébrés :
- Poissons :
- Amphibiens et reptiles :
- Oiseaux :
- Mammifères :

## Occupation humaine

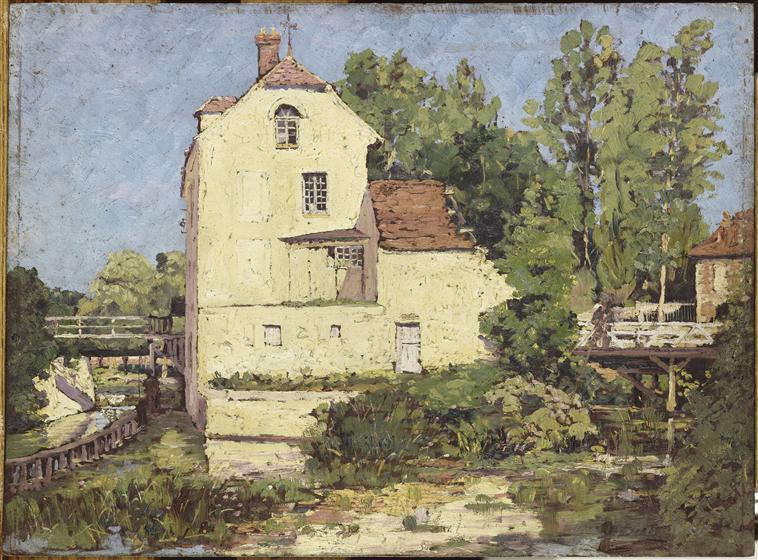
Amédée Servin, Moulin de Voulangis sur le Grand Morin, huile sur toile, avant 1884.

### Archéologie
La présence d'une association locale d'archéologie subaquatique a fait du Grand Morin une rivière fouillée depuis 1981 sur son secteur aval (sites et objets allant de l'Antiquité au XIXe siècle) ; depuis 1994 des premiers stages d’initiation à la fouille subaquatique sont réalisés sur le secteur ; en 1997 sont terminés les travaux du petit musée archéologique local de la Tour aux Saints de Crécy-la-Chapelle. En restauration post-industrielle, un bateau-lavoir (autrefois nombreux sur le cours) a été restauré sur la commune de Condé-Sainte Libiaire.

### Économie
La « Brie des Moulins » est un des surnoms de la vallée du Grand Morin, avec celui de « Brie laitière » (c'est le cœur du secteur de production fromagère du coulommiers) ; depuis l'Ancien Régime, c'est un des cours d'eau français les plus denses en moulins à eau (moulin à farine/blé, moulin à huile/noix, moulin à papier), par exemple une dizaine sur la seule commune de Jouy-sur-Morin. Cette activité s'est parfois maintenue avec la révolution industrielle, comme avec les usines papetières de Boissy-le-Châtel et Jouy-sur-Morin ; une des communautés de communes du cours a d'ailleurs repris pour nom la dénomination de « communauté de communes de la Brie des Moulins », autour de Faremoutiers.

### Culture
La « Vallée des peintres » est moins connue dans le département que Barbizon ou les bords de Marne, les secteurs de Crécy-La-Chapelle, Villiers-sur-Morin, et Voulangis ont longtemps été des lieux de fréquentation d'artistes français et étrangers (principalement anglais, japonais, nord-américains), sur les bords du Grand Morin du XVIIIe au XXe siècle (Altmann, Baudry, Carles, Carr, Cinot, Commere, Corot, Decan, Derain, Dunoyer de Segonzac, Grenier, Henner, Huet, Lavielle, Pacouil, Prévot-Valéri, Rault, Saeki, Servin, Steichen, Sugimoto, Toulouse-Lautrec, Trouillebert, Van Gogh, Véron).

### Sport
Plusieurs chemins de grande randonnée pédestre longent ou croisent le Grand Morin, comme le GR 1 et le GR 11 dans le sens nord-sud, et le GR 14 et le Sentier de Pays des Deux Morins dans le sens est-ouest. Sur le plan de l'identité locale et de l'anthropologie sociale, on peut d'ailleurs remarquer que plusieurs titres d'association et de manifestations sportives prennent l'horizon géographique de la rivière : Circuit des Deux Morins (tennis), Rando Club du Haut Morin (randonnée pédestre), base nautique du Haut Morin (canoë-kayak, le Grand Morin contient aussi deux clubs à Coulommiers et Germain-sur-Morin), Rallye du Grand Morin (cyclotourisme). Et c'est le cas en particulier pour le plus lourd en logistique, le Raid Aventure du Grand Morin, course d'un à deux jours dans le secteur de Crécy-la-Chapelle, combinant course d'orientation à pied et à VTT, grimpe d'arbres et canoë-kayak ; raid organisé en juillet par la section « Course d’Orientation » de l’Association sportive de l’Institut national de l'information géographique et forestière.

### Tourisme
Il faut signaler la présence de lignes de petit train et vélorail sur l'ancienne voie ferrée Paris-Sézanne (ligne de Gretz-Armainvilliers à Sézanne, section neutralisée depuis 1989 de La Ferté-Gaucher à Sézanne), une reconversion touristique a été réalisée dans les années 2000 après procédure de déclassement. De La Ferté-Gaucher à Lescherolles, un petit train touristique sur roue part 4 fois par jour de l’office du tourisme ; puis de Lescherolles à Meilleray, le tronçon de 13 km de voie ferrée est reconverti en vélo-rail (cyclo-draisines à pédales). La désindustrialisation de la vallée du Grand Morin ces dernières décennies a amené progressivement les collectivités locales à développer l'activité touristique (tourisme de sorties de proximité, pour la région parisienne) ; c'est par exemple le cas de la récente (2007) structure dite « 2T2M » (Tourisme et Terroir des Deux Morins) qui regroupe les communes des trois cantons de La Ferté-Gaucher, Rebais, et La Ferté-sous-Jouarre, avec le développement de label, site Internet et cartographie interactive SIGm.